# Namna Kalan
Namna Kalan è una suddivisione dell'India, classificata come nagar panchayat, di 8.914 abitanti, situata nel distretto di Surguja, nello stato federato del Chhattisgarh. In base al numero di abitanti la città rientra nella classe V (da 5.000 a 9.999 persone).

## Geografia fisica
La città è situata a 23° 08' 05 N e 83° 10' 12 E
.

## Società

### Evoluzione demografica
Al censimento del 2001 la popolazione di Namna Kalan assommava a 8.914 persone, delle quali 4.594 maschi e 4.320 femmine. I bambini di età inferiore o uguale ai sei anni assommavano a 1.247, dei quali 621 maschi e 626 femmine. Infine, coloro che erano in grado di saper almeno leggere e scrivere erano 6.520, dei quali 3.627 maschi e 2.893 femmine.